# Cassia fikifiki
Cassia fikifiki là một loài cây gỗ in the Fabaceae. Nó chỉ được tìm thấy ở Bờ Biển Ngà. Nó bị đe dọa do mất nơi sống.